# Clair Cameron Patterson

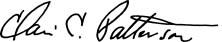
Unterschrift von Patterson

Clair Cameron Patterson (* 2. Juni 1922 in Mitchellville, Iowa; † 5. Dezember 1995 in The Sea Ranch, Kalifornien) war ein US-amerikanischer Geochemiker. Er ist bekannt für seine Untersuchungen zu Bleikonzentrationen in der Atmosphäre und sein Eintreten für eine Verringerung der Umweltverschmutzung durch Blei. 

## Leben und Werk
Neben anderen für die Geochemie wichtigen Forschungen, wie etwa zum Zerfall des Kaliumisotopes 40K zu 40Ar und 40Ca, optimierte Patterson vor allem massenspektrometrische Techniken zur Bestimmung der Bleiisotopenverhältnisse, die für die Uran-Blei-Datierungsmethode wichtig sind. Dabei arbeitete er mit George R. Tilton zusammen. Der Physiker Friedrich Georg Houtermans nutzte Uran-Blei-Isotopenmessungen, die C. Patterson am Meteoriten Canyon Diablo durchgeführt hatte, um ein Erdalter von 4,5 Milliarden Jahren zu berechnen, das er 1953 publizierte. Patterson selbst hatte bereits kurz vorher ein Erdalter von 4,55 Milliarden Jahren auf einer Konferenz über Nuclear Processes in Geologic Settings veröffentlicht, aber erst 1955/1956 in reviewten Wissenschaftsjournals publiziert. Dieser von ihm ermittelte Wert ist das bis heute in der Wissenschaft allgemein akzeptierte Alter der Erde. Im Rahmen dieser Forschung musste sich Patterson ein steriles Labor einrichten, da alle Materialproben mit dem in der Erdatmosphäre enthaltenen Blei kontaminiert waren. Dies lenkte seine Aufmerksamkeit auf ebendieses Problem der zu hohen Bleikonzentration in der Atmosphäre, dessen er sich nach Beendigung seiner Arbeit zum Alter der Erde annahm.
Er entwickelte ab Mitte der 1950er Jahre eine Methode (die bis heute in der Klimaforschung von großer Bedeutung ist), aus Bohrkernen im Polareis Rückschlüsse auf die Zusammensetzung der Atmosphäre vor 1923 zu gewinnen, da ab diesem Jahr in großem Maßstab dem Benzin Tetraethylblei beigemischt wurde. „Nach seinen Befunden enthielt die Atmosphäre vor 1923 fast überhaupt kein Blei, und seit jener Zeit war die Bleikonzentration bis auf gefährliche Werte angestiegen.“
Durch verschiedene Publikationen versuchte Patterson im Anschluss, auch die Öffentlichkeit auf die Problematik der Kontamination der natürlichen Umwelt und der Nahrungskette mit Blei aus industriellen Quellen aufmerksam zu machen. Sein Hauptziel blieb jedoch, Tetraethylblei aus Benzin zu verbannen, wodurch er sich mit einer starken US-amerikanischen Wirtschaftslobby anlegte.
Die Ethyl Corporation setzte Institute und Behörden unter Druck, um Patterson Forschungsmittel zu entziehen und soll „dem Caltech (California Institute of Technology) die Finanzierung eines ganzen Lehrstuhls angeboten haben, wenn Patterson seine Koffer packen muss‘. […] Seine Bemühungen führten schließlich dazu, dass 1970 der Clean Air Act mit strengeren Abgasvorschriften in Kraft trat, und 1986 wurde der Verkauf verbleiten Benzins in den Vereinigten Staaten völlig verboten. Daraufhin sank der Bleigehalt im Blut der Amerikaner fast sofort um 80 Prozent.“

## Ehrungen
Zu seinen Ehren wurden der Asteroid (2511) Patterson und der Patterson Peak, ein Berg im antarktischen Königin-Maud-Gebirge, benannt. 1980 erhielt er den V. M. Goldschmidt Award, 1987 wurde er in die National Academy of Sciences gewählt, deren J. Lawrence Smith Medal er 1973 erhalten hatte. Im Jahr 1995 wurde er mit dem Tyler Prize for Environmental Achievement für seine Arbeiten zur Chemie natürlicher Bleivorkommen und für seine Untersuchungen der Kontamination der Umwelt durch anthropogenes Blei ausgezeichnet. Die Geochemical Society vergibt jährlich den C. C. Patterson Award für besondere Leistungen auf dem Gebiet der Umweltgeochemie.

## Veröffentlichungen
- C. Patterson, G. Tilton und M. Inghram: Age of the Earth. In: Science. Band 121, 1955, S. 69–75, doi:10.1126/science.121.3134.69 (englisch).
- C. Patterson: Age of meteorites and the Earth. In: Geochimica et Cosmochimica Acta. Band 10, Nr. 4, 1956, S. 230–237, doi:10.1016/0016-7037(56)90036-9, bibcode:1956GeCoA..10..230P (englisch).
- C. Patterson: Contaminated and natural lead environments of man. In: Arch. Environ. Health. Band 11, 1965, S. 344–360, doi:10.1080/00039896.1965.10664229, PMID 14334042 (englisch).